# Henry Levin
Henry Levin   (Trenton, 5 de juny de 1909 - Califòrnia, 1 de maig de 1980) va ser un director, actor i productor de cinema estatunidenc.

## Biografia
Levin comença la seva carrera artística com a actor de teatre, encara que seria més reconegut per la seva faceta de director. Va irrompre al món del cinema com a director de diàlegs el 1943 amb Dangerous Blondes i Appointment in Berlin, després obtindria un contracte com a director amb la Columbia Pictures. Una de les seves pel·lícules més reeixides va ser l'adaptació de la novel·la de Jules Verne Viatge al centre de la terra, protagonitzada per James Mason. En la dècada següent va firmar, entre d'altres: la superproducció Genghis Khan; els títols d'agents secrets Se tutte le donne del mondo, Murderers Row i The Ambushers, aquests dos últims protagonitzats per Dean Martin i que suposaven una resposta una mica més despreocupada a la sèrie Bond; i el western Desperados, amb Jack Palance i Vince Edwards.
Al final de la seva carrera, va fer treballs per a la televisió, dirigint alguns capítols de Knots Landing. La seva última feina seria el telefilm Scout's Honor, morint l'últim dia de producció. Encara que va treballar com a actor, només va estar acreditat en una producció, un episodi de la sèrie de televisió de 1974 Planet of the Apes.

## Filmografia[2]

### Com a director

#### Cinema
| - 1944: Cry of the Werewolf - 1944: Sergeant Mike - 1945: The Negro Sailor - 1945: I Love a Mystery - 1945: Dancing in Manhattan - 1946: The Fighting Guardsman - 1946: The Bandit of Sherwood Forest - 1946: Night Editor - 1946: The Devil's Mask - 1946: The Unknown - 1946: The Return of Monte Cristo - 1947: The Guilt of Janet Ames - 1947: The Corpse Came C.O.D. - 1948: The Mating of Millie - 1948: The Man from Colorado - 1948: The Gallant Blade - 1949: Mr. Soft Touch - 1949: Jolson Sings Again - 1949: And Baby Makes Three - 1950: The Petty Girl - 1950: Convicted - 1950: The Flying Missile - 1951: Two of a Kind - 1951: The Family Secret - 1952: Belles on Their Toes - 1953: The President's Lady - 1953: The Farmer Takes a Wife | - 1953: Mister Scoutmaster - 1954: Three Young Texans - 1954: The Gambler from Natchez - 1955: The Dark Avenger - 1957: Let's Be Happy - 1957: Bernardine - 1957: The Lonely Man - 1957: April Love - 1958: A Nice Little Bank That Should Be Robbed - 1959: The Remarkable Mr. Pennypacker - 1959: Holiday for Lovers - 1959: Journey to the Center of the Earth - 1960: Where the Boys Are - 1961: Le Meraviglie di Aladino - 1962: El meravellós món dels germans Grimm (The Wonderful World of the Brothers Grimm) - 1962: If a Man Answers - 1963: Come Fly with Me - 1964: Honeymoon Hotel - 1965: Genghis Khan amb Stephen Boyd, Omar Sharif - 1966: Se tutte le donne del mondo - 1966: Murderers' Row - 1967: Emboscada a Matt Helm (The Ambushers) - 1969: The Desperados - 1973: That Man Bolt - 1977: Run for the Roses - 1979: The Treasure Seekers |

#### Televisió
- 1979: Knots Landing (sèrie)
- 1980: Scout's Honor

### Productor
- 1953: The President's Lady